# دوچرخه‌سواری در المپیک تابستانی ۱۹۱۲
دوچرخه‌سواری در بازی‌های المپیک تابستانی ۱۹۱۲ نام رویداد ورزش دوچرخه‌سواری در بازی‌های المپیک تابستانی بود که در سال ۱۹۱۲ برگزار شد.

## نتایج

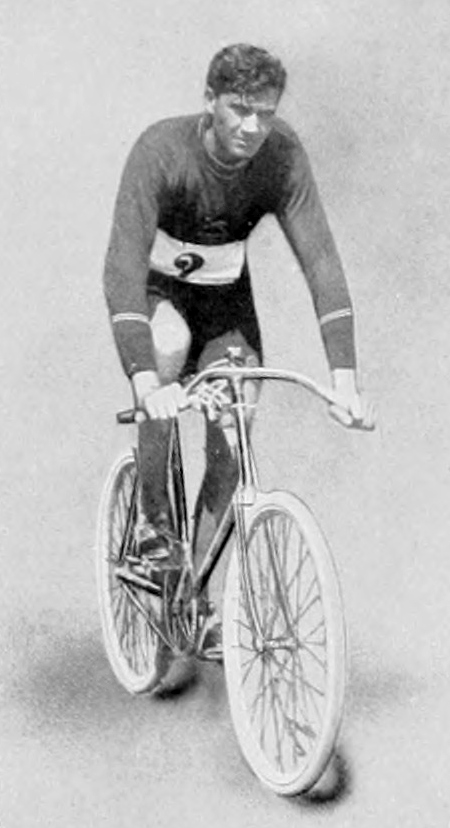
Rudolph Lewis

| رویداد            | طلا                                                             | نقره                                                                         | برنز                                                                             |
| تایم تریل انفرادی | رادولف لوئیس (RSA)                                              | فردی گراب (GBR)                                                              | کارل شوته (USA)                                                                  |
| تایم تریل تیمی    | سوئد (SWE) · اریک فریبوری · رانار مالم · الکس پرسون · آلگوت لون | بریتانیای کبیر (GBR) · فردی گراب · لئونارد مردیث · چارلز ماس · ویلیام هاموند | ایالات متحده آمریکا (USA) · کارل شوته · آلوین لوفتس · آلبرت کراشل · والدن مارتین |

## جدول مدال‌ها
| رتبه  | کشورها              | طلا | نقره | برنز | مجموع |
| ۱     | آفریقای جنوبی       | ۱   | ۰    | ۰    | ۱     |
| ۱     | سوئد                | ۱   | ۰    | ۰    | ۱     |
| ۳     | بریتانیای کبیر      | ۰   | ۲    | ۰    | ۲     |
| ۴     | ایالات متحده آمریکا | ۰   | ۰    | ۲    | ۲     |
|       |                     |     |      |      |       |
| مجموع | مجموع               | ۲   | ۲    | ۲    | ۶     |